# Kopia Góra
Kopia Góra (476,5 m), Kopia Górka – wzniesienie w miejscowości Krościenko nad Dunajcem w województwie małopolskim, w powiecie nowotarskim,. Jest to mało wybitny szczyt w Paśmie Lubania w Gorcach, znajdujący się w zakończeniu południowo-wschodniego grzbietu Lubania. Wznosi się w widłach dróg: Łącko – Krościenko nad Dunajcem i Nowy Targ – Krościenko nad Dunajcem (droga wojewódzka nr 969), jednocześnie w widłach Dunajca i potoku Krośnica. Południowe stoki wzniesienia opadają ku dolinie Międzygórskiego Potoku, a północne do Dunajca.
Kopią Górę porasta las i przedstawia ona niewielkie walory widokowe, ma natomiast duże znaczenie jako religijny ośrodek duszpasterski, znajduje się bowiem na niej Centrum Ruchu Światło-Życie. Na szczycie jest polana i krzyż.
Tuż pod szczytem przebiega Główny Szlak Beskidzki im. Kazimierza Sosnowskiego.
Szlaki turystyczne
 Główny Szlak Beskidzki, odcinek: Krościenko nad Dunajcem – Kopia Góra – Marszałek – Jaworzyna Ligasowska – Wierch Lubania – Lubań. Odległość 9,5 km, suma podejść 820 m, suma zejść 50 m, czas przejścia: 3 godz. 45 min, z powrotem 2 godz. 30 min.

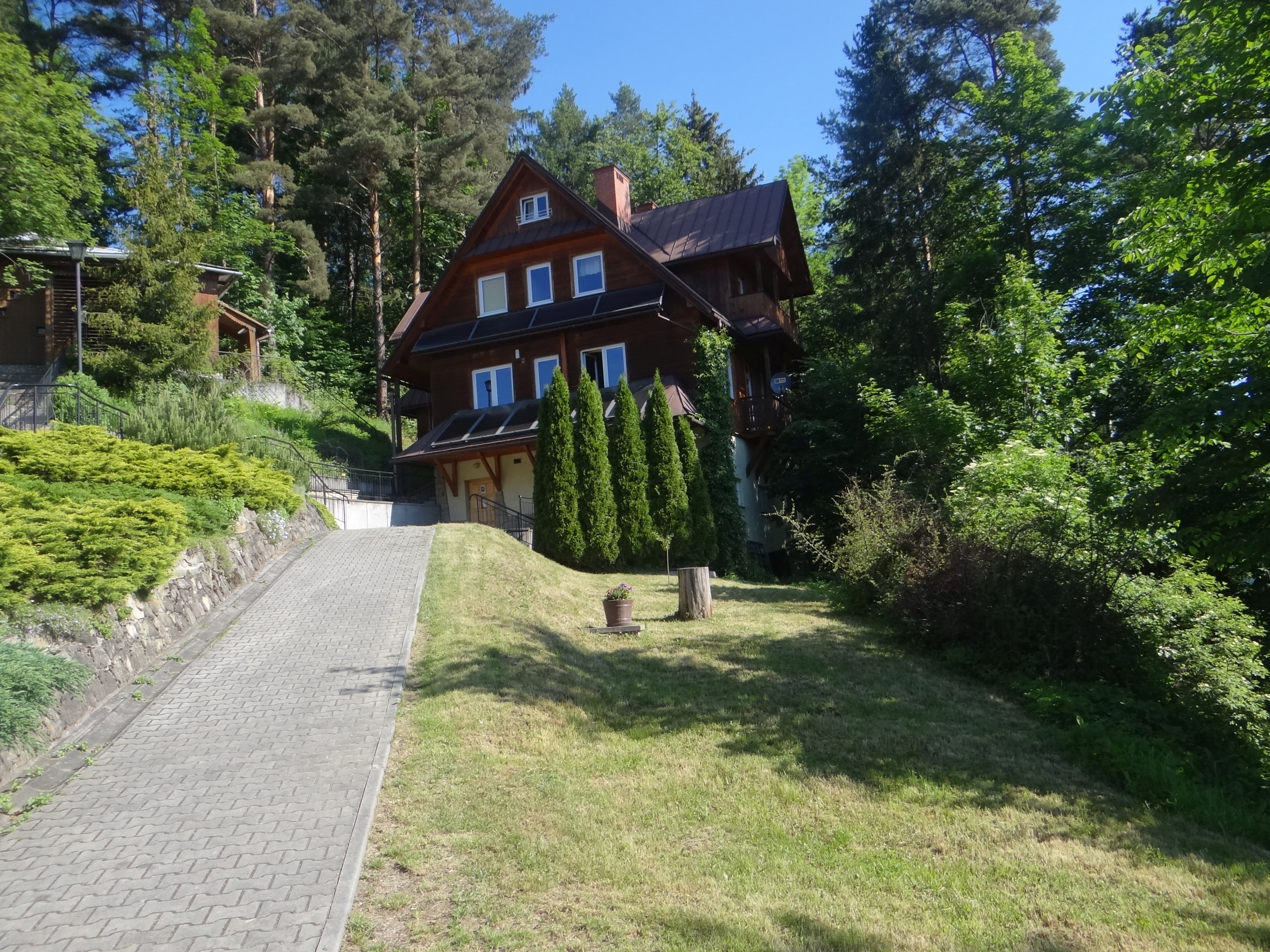
Namiot Światła i Dom Jubileuszowy
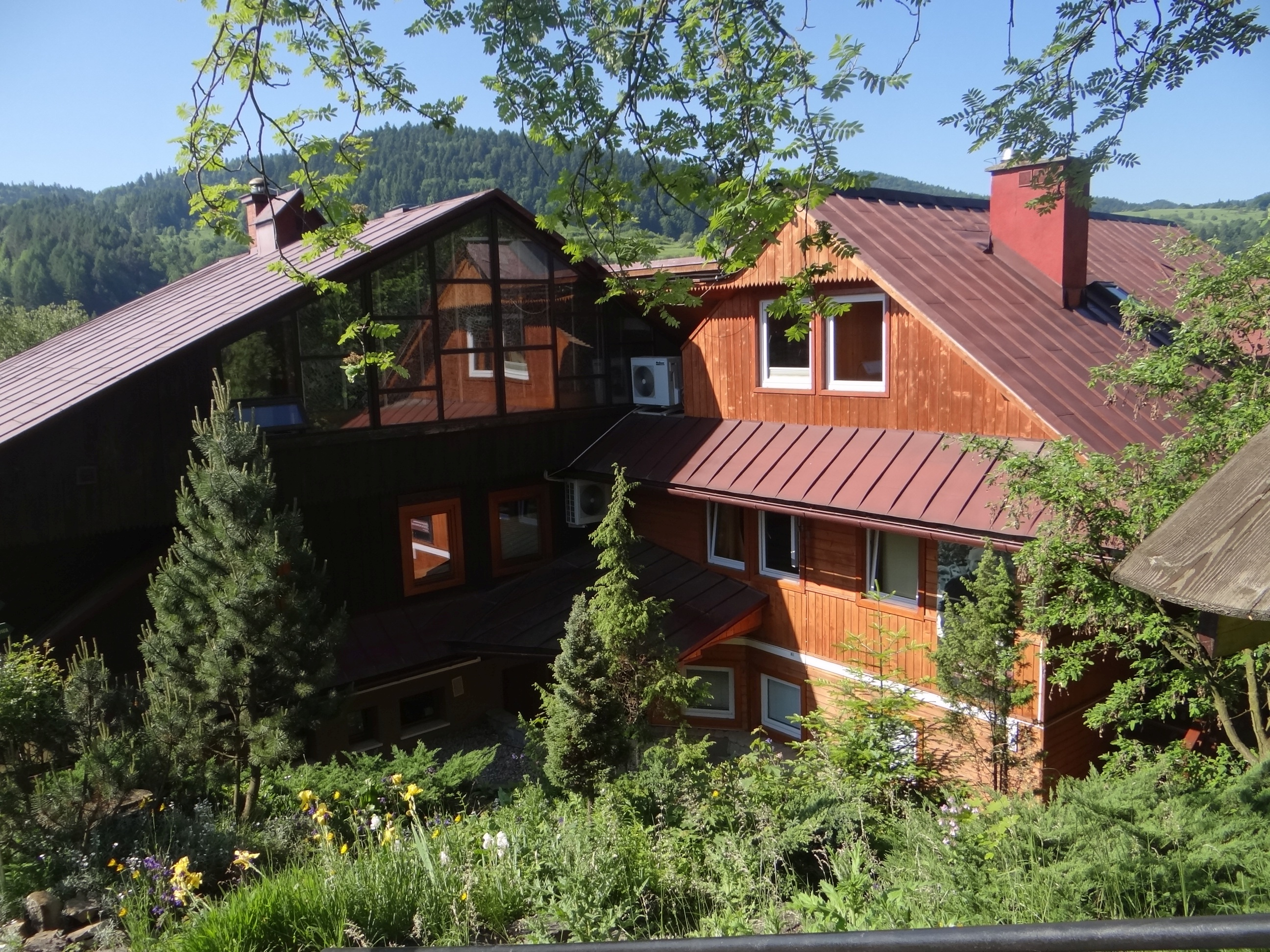
Główny budynek Ruchu Światło-Życie
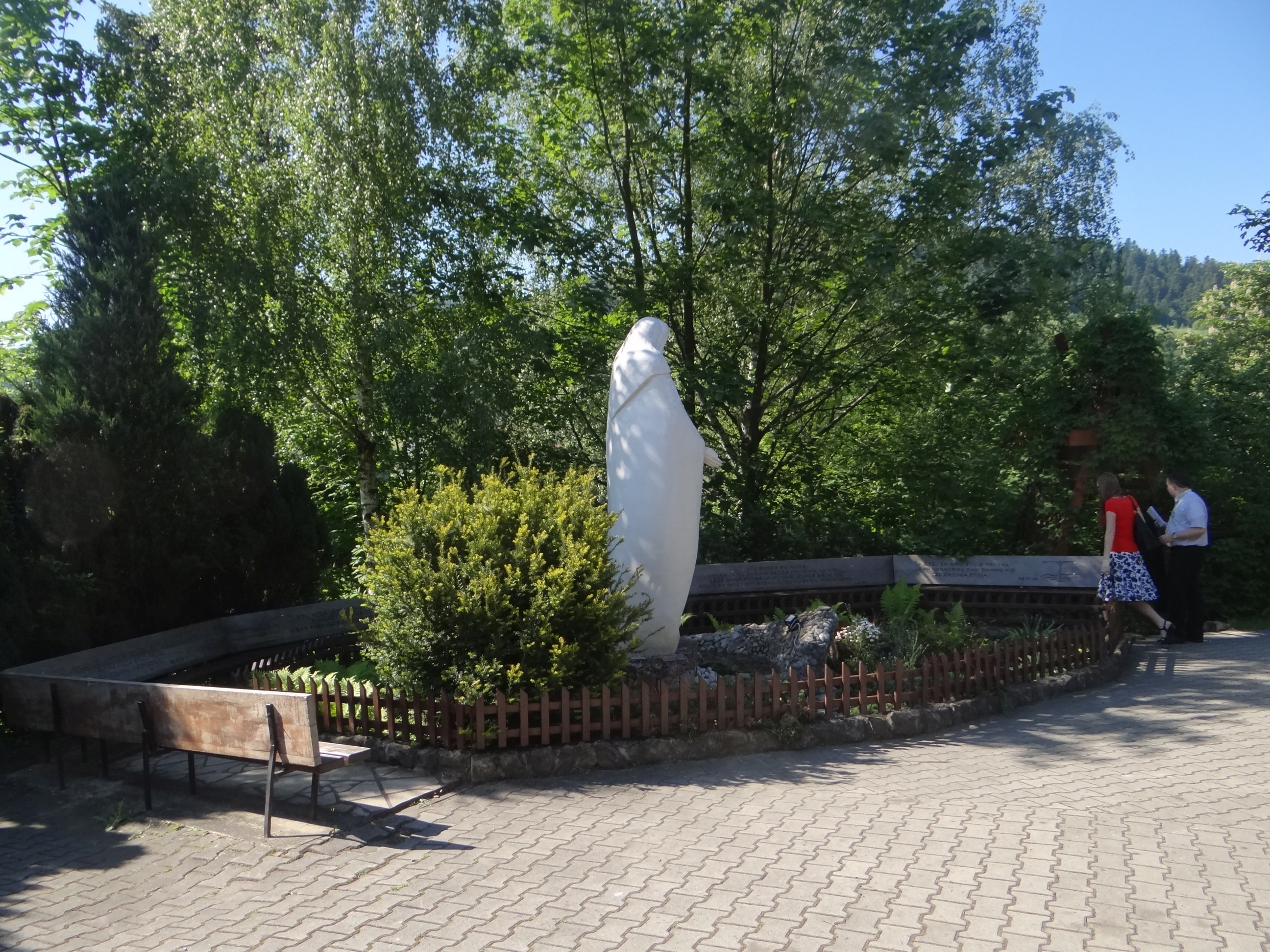
Figura Niepokalanej